# Caleb Schlauderaff
Caleb Schlauderaff (Shelton, 7 novembre 1987) è un ex giocatore di football americano statunitense che gioca nel ruolo di offensive guard per i New York Jets della National Football League (NFL). Fu scelto nel corso del sesto giro (179º assoluto) del Draft NFL 2011 dai Green Bay Packers. Al college ha giocato a football all'Università dello Utah.

## Carriera

### Green Bay Packers
Schlauderaff fu scelto dai Green Bay Packers nel corso del sesto giro (179º assoluto) del Draft NFL 2011. Caleb rimase nel Wisconsin solo fino alla pre-stagione del 2011.

### New York Jets
Il 3 settembre 2011, i Packers scambiarono Schlauderaff coi New York Jets per una scelta del draft non rivelata. Nella sua stagione da rookie, il giocatore disputò sei partite, una delle quali come titolare nell'ultima gara stagionale contro i Miami Dolphins. Nella stagione successiva non scese mai in campo. Nel 2013, giocò 6 partite, nessuna delle quali da titolare.

## Vittorie e premi
Nessuno

## Statistiche
| Partite totali             | 12 |
| Partite totali da titolare | 1  |
| Fumble recuperati          | 0  |

Statistiche aggiornate alla stagione 2013